# Aoba-ku (Yokohama)
Aoba-ku (青葉区?) es uno de los 18 distritos administrativos que conforman la ciudad de Yokohama, la capital de la prefectura de Kanagawa, Japón. Tenía una población estimada de 311 442 habitantes el 1 de septiembre de 2020 y una densidad de población de 8843 personas por km².

## Geografía
Aoba-ku está localizado en la parte oriental de la prefectura de Kanagawa, en la esquina noroeste de Yokohama. El área es en gran parte plana, con pequeñas colinas dispersas. Limita con los barrios de Midori y Tsuzuki, así como con las ciudades de Kawasaki en Kanagawa y Machida en Tokio.

## Demografía
Según los datos del censo japonés, la población de Aoba-ku ha aumentado constantemente en los últimos 30 años. Es el segundo barrio más poblado de Yokohama después de Kōhoku.
| 248 960                                    | 270 044 | 295 603 | 304 297 | 309 692 | 309 626 | 310 156 |
| (Fuente: Oficina de Estadísticas de Japón) |         |         |         |         |         |         |